# Zero (歌手)
ZERO（ゼロ）は、大韓民国の男性歌手。本名パク・ソンチョル（朴 成喆／Park Sung Chul）ソウル出身。1994年にバンド「ISSUE」のボーカルとしてデビュー。1998年から韓国初のサイバー歌手「ADAM」として活動を開始。2001年、韓国ドラマ『美しき日々』の劇中でリュ・シウォン演じるサイバー歌手「ZERO」の歌が流れる場面で、実際に同曲を歌いアーティスト名を「ZERO」に変更。同ドラマが日本で放送されたことがきっかけで来日。
日本で活動をする韓流歌手のパイオニア的存在。

## 日本での活動
- 2001年 - SBSドラマ「美しき日々」（主演：イ・ビョンホン／チェ・ジウ／リュ・シウォン）OSTを発表。劇中、リュ・シウォンが演じた覆面歌手「ZERO」をそのまま名乗りながらも公に顔を出さず活動。
- 2003年 - NHK-BS「美しき日々」が放映開始。同年「美しき日々」のサウンドトラックが日本で発売。
- 2004年 - 「美しき日々」NHK地上波放送が開始。日本デビューを果たす。オーチャードホールで行われた「冬のソナタ」クラシックコンサートにチェ・ジウと出演。
- 2005年 - 同ドラマの挿入歌「その日までさようなら」、中西保志の「最後の雨」のカバーシングルを発売。「美しき日々ドラマコンサート」ではメインアーティストとして全国8ヶ所、15公演、約6万人を動員する。
- 2007年 - 秋元康作詞、徳永英明作曲「ドライフラワー」を発表する。
- 2008年 - NHKハングル講座の歌のコーナーに1年間レギュラー出演する。自ら作詞作曲したアルバム「いのち」に収録した楽曲を中心に、全国13ヶ所のソロコンサートを開催。
- 2009年 - トップ韓流スターであり友人でもあるリュ・シウォンのレーシングダイアリー「My Way」のタイトル曲「My Way」を作曲。コーラスとレコーディングディレクターとして参加。またその「My Way」をセルフカヴァーして収録したアルバム「うたいびと」を発表する。
- 2010年 - 東京中野サンプラザにおいて「日本デビュー5周年記念コンサート」を実施する。また、全国14ヶ所15公演のソロコンサートツアー「うたいびと2010」を敢行する他、東京芸術劇場・大阪ザ・シンフォニーホールで開催された「韓流ドラマコンサート」にホストシンガーとして参加する。
- 2011年 - 6月22日、松井五郎作詞、都志見隆作曲「もう好きになってはいけない」でビクターエンタテインメントからメジャーデビュー[1]。
- 2012年 - 7月、KBSworldの音楽番組「輪！K-POP」のMCに抜擢され、毎週水・木（17：40～18：35）レギュラー出演中。
- 2013年 - 日本デビュー10年目にあたり全国コンサートツアー「うたいびと2013」を開催。

近年は「夢スター歌謡祭 春組対秋組歌合戦」に出演し、全国各地を回っている。

## 参加した主なOST
- 『美しき日々』2001年/SBS
- 『妻』2003年/KBS
- 『愛情の条件』2004年/KBS
- 『グリーンローズ』2005年/SBS

## 出演した主なテレビ番組
- 2004年 冬のソナタコンサート（NHK BS2）
- 2005年 SMAP×SMAP（CX）／美しき日々コンサート（NHK BS2）
- 2006年 なるとも（YTV）
- 2007年 NHKテレビでハングル講座（NHK総合）レギュラー
- 2008年 情報ライブ ミヤネ屋（YTV）
- 2009年 サタテン（NHK名古屋）
- 2010年 おはよう朝日です（ABC）／とってもワクドキ！（MTV）
- 2011年 ぐるっと関西お昼まえ（NHK大阪）
- 2012年 ちちんぷいぷい（MBS）／洋子の歌謡一直線（TX）／ 開運音楽堂（TBS）／ドデスカ！（NBN）
- 2013年 「輪・KPOP」（KBS WORLD／2012.7 - 2013.8）
- 2013年 ハンバメＴVヨネ（韓国SBS）

## ディスコグラフィー

### CD

#### シングル
- 『約束/Good-bye』（2004年10月27日発売）
- 『その日までさようなら』（2005年1月26日発売）
- 『最後の雨』（2005年10月26日発売）
- 『涙をゼロに･･･』（2006年4月26日発売）
- 『ドライフラワー／月の輝く夜に』（2007年3月28日発売）
- 『千の風になって（韓国語）／千の風になって（日本語）』（2007年10月3日発売）
- 『もう好きになってはいけない』（2011年6月22日発売）
- 『あなたがいてくれるから』（2012年2月8日発売）
- 『落葉のノクターン』（2012年11月7日発売）
- 『眠らせて恋ごころ』（2013年6月26日発売）

#### アルバム
- 『out into the world』（2004年4月28日発売）
- 『シジャク』（2005年3月30日発売）
- 『Zero Best Selection　Korea〜Japan』（2006年3月23日発売）
- 『Million』（2006年12月6日発売）
- 『Symphonic & Lullaby Zero Style』（2007年6月6日発売）
- 『LIVE COLLECTION Zero Style』（2008年2月27日発売）
- 『SINGLE BEST COLLECTION Zero Style』（2008年2月27日発売）
- 『Scenery』（2008年11月5日発売）
- 『いのち』（2008年11月5日発売）
- 『うたいびと』（2009年11月12日発売）
- 『BRIDGE』（2011年1月19日発売）
- 『Beautiful Songs』（2011年7月20日発売）
- 『Beautiful SongsⅡ』（2012年4月25日発売）
- 『Beautiful Songs Best』（2013年8月21日発売）

### DVD
- 『Zero VIDEO COLLECTION』（2006年10月11日発売）
- 『Zero Concert Tour 2008-2009 絆 〜Sarang〜』（2008年12月24日発売）